# Croce al merito di guerra (Germania)
La croce al merito di guerra (in tedesco: Kriegsverdienstkreuz) fu un'onorificenza concessa dalla Germania nazista.

## Storia
L'onorificenza venne creata da Adolf Hitler nel 1939 come principale decorazione al merito, riservando quindi la Croce di Ferro unicamente alle azioni al valore. Il presupposto per la croce di ferro erano infatti atti di valore 
di fronte al nemico o meriti eccezionali di comando. Nelle guerre precedenti la Croce di Ferro veniva conferita sia per valore che per merito, ma in quest'ultimo caso veniva portata con il nastro bianco invece che nero.
La croce al merito di guerra veniva concessa per meriti di guerra ed aveva due varianti: con spade (concessa ai soldati per servizi eccezionali connessi alla battaglia, ma non direttamente in prima linea) e senza spade (concessa per servizio meritevole dietro le linee di combattimento oltre che ai civili). La condizione di concessione è che per accedere a un grado più alto, l'insignito dovesse già possedere la medaglia di grado inferiore. L'ultima classe, la medaglia, venne creata solo nel 1940 e riservata unicamente ai civili dal momento che la creazione di molte croci di II classe senza spade era divenuta onerosa e svalutante per la classe.
Uno dei più notabili insigniti della croce al merito di guerra fu William Joyce il quale ricevette la II e la I classe entrambe senza spade. Solitamente quanti ricevevano la croce di cavaliere al merito di guerra ricevevano simultaneamente anche la croce di cavaliere dell'ordine della croce di ferro.
Un ulteriore grado venne creato su suggerimento di Albert Speer, ovvero la "croce d'oro di cavaliere", la quale però rimase unicamente allo stadio di abbozzo e non venne mai concessa, anche se ebbe sulla carta due riceventi: Franz Hahne e Karl Saur.
Il nastro della decorazione era rosso-bianco-nero-bianco-rosso ove il rosso e il nero erano colori ereditati dalla precedente versione della croce di guerra mentre il bianco e il nero erano presenti anche nella Croce di Ferro. Il nastro della medaglia era simile ma con un'ulteriore piccola striscia rossa nel mezzo.

## Numero di concessioni
In totale sono state concesse 118 onorificenze di Cavaliere con spade, 137 di Cavaliere senza spade, mentre le altre medaglie sono state concesse in gran numero. Le cifre esatte non sono documentate.
- grado  II. Klasse ca. 2.700.000
- grado  I. Klasse ca. 140.000
- Ritterkreuz des Kriegsverdienstkreuz ca. 250

Solo sei persone nel corso della storia della decorazione hanno ricevuto due volte l'onorificenza di cavaliere nelle due versioni, con spade e senza: Walter Brugmann, Julius Dorpmüller, Karl-Otto Saur, Albin Sawatzki, Walter Schreiber e Walter Rohlandt.
| Medaglie | Medaglie           | Medaglie                     | Medaglie          | Medaglie                    | Medaglie           | Medaglie                     |
| -------- | ------------------ | ---------------------------- | ----------------- | --------------------------- | ------------------ | ---------------------------- |
|          |                    |                              |                   |                             |                    |                              |
| Nastri   |                    |                              |                   |                             |                    |                              |
| Medaglia | Croce di II classe | Croce di II classe con spade | Croce di I classe | Croce di I classe con spade | Croce di Cavaliere | Croce di Cavaliere con spade |

## Insigniti notabili
- Wernher von Braun
- Günther Burstyn
- Kurt Daluege
- Adolf Eichmann
- Conrad Engelhardt
- Adolf Heusinger
- Friedrich Jeckeln[1]
- William Joyce
- Adolf Butenandt
- Hasso von Manteuffel
- Ferdinand Porsche
- Heinrich Müller
- Egon von Neindorff
- Karl Eberhard Schöngarth
- Walter Schellenberg
- Kurt Schmidt
- Hermann Neubacher
- Josef Spacil
- Albert Speer
- Ernst Kaltenbrunner